# Казанович, Борис Ильич
Бори́с Ильи́ч Казано́вич (22 июля 1871, Могилёв — 2 июня 1943, Панчево) — генерал-лейтенант, участник Белого движения, первопоходник.

## Биография
Из потомственных дворян Могилёвской губернии. Общее образование получил в Могилёвской классической гимназии, по окончании которой в 1890 году поступил на военную службу.
В 1892 году окончил Московское пехотное юнкерское училище с военно-училищным курсом и был выпущен подпоручиком в 5-й Туркестанский линейный батальон. Произведён в поручики 1 мая 1896 года. В Кашгаре познакомился с будущим генералом от инфантерии Л. Г. Корниловым.
В 1899 году окончил Николаевскую академию Генерального штаба по 1-му разряду и 2 июня того же года был произведён в штабс-капитаны «за отличные успехи в науках». Был причислен к Генеральному штабу. 6 декабря 1902 года произведён в капитаны, с назначением обер-офицером для особых поручений при штабе 10-го армейского корпуса и с переводом в Генеральный штаб.
Участвовал в русско-японской войне, за боевые отличия награждён несколькими орденами. 17 апреля 1905 года произведён в подполковники. С 17 мая по 5 ноября 1905 года состоял в распоряжении командующего войсками Приамурского военного округа. 5 ноября 1905 года назначен штаб-офицером для поручений при штабе Туркестанского военного округа, а 2 марта 1909 года — на ту же должность при штабе 21-го армейского корпуса. 29 марта того же года произведён в полковники «за отличие по службе». 30 апреля 1912 года назначен начальником штаба 11-й пехотной дивизии.
19 августа 1913 года назначен начальником штаба 31-й пехотной дивизии, с которой и вступил в Первую мировую войну. Пожалован Георгиевским оружием
За то, что в боях 13, 14 и 17 августа 1914 года, принимал энергичное участие, подвергая свою жизнь явной опасности и своею стойкой деятельностью способствовал достижению успеха дивизии в этих боях.
3 декабря 1914 года назначен командиром 127-го пехотного Путивльского полка. 22 марта 1916 года назначен начальником штаба 6-й Сибирской стрелковой дивизии, а 6 декабря того же года произведён в генерал-майоры «за отличие по службе». 5 мая 1917 года назначен командующим той же дивизией. Был награждён Георгиевским крестом 4-й степени с лавровой веткой.

## Белое движение
В декабре 1917 года вступил в Добровольческую армию, в составе которой участвовал в 1-м Кубанском походе, рядовым в Партизанском полку. В марте 1918 года стал командиром этого полка, в конце этого же месяца участвовал в неудачном штурме Екатеринодара: его полк прорвался к центру города, однако другие добровольческие части не смогли поддержать этот прорыв, сам генерал Казанович был тяжело ранен во время боя. В своём труде А. П. Богаевский особенно выделяет данную операцию: 
Действия генерала Казановича в ночь с 29 на 30 марта представляют собой замечательный эпизод, редко случавшийся даже в богатой приключениями гражданской войне.
Находился в госпитале, а в мае 1918 года, ставшие во главе Белого движения на Юге России генералы М. В. Алексеев и А. И. Деникин направили его с секретной миссией в Москву — решить вопросы финансирования Добровольческой армии московскими предпринимателями, встречался с представителями основной либеральной антибольшевистской организации — Всероссийского национального центра. В эмиграции опубликовал воспоминания об этой опасной миссии «Поездка из Добровольческой армии в Красную Москву» («Архив русской революции». Т. VII. Берлин, 1922).

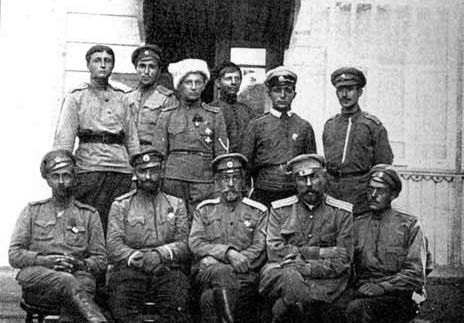
Штаб 1-й пехотной дивизии летом 1918 года. Генерал-майор Казанович — третий слева, сидит.

В июне 1918 года вернулся в Добровольческую армию, был назначен начальником 1-й пехотной дивизии, с которой участвовал во 2-м Кубанском походе. С ноября 1918 года — командир 1-го армейского корпуса ВСЮР. В январе—ноябре 1919 года находился в резерве по болезни.
С ноября 1919 — командующий войсками Закаспийской области («Туркестанской армии»). После сражения при Казанджике 3 декабря 1919 года, в котором был ранен, отвёл войска с боями к Красноводску, где погрузил их на корабли и эвакуировал в Дагестан. В январе 1920 года произведён в генерал-лейтенанты. С февраля 1920 года состоял в резерве главнокомандующего.
В августе 1920 года был назначен начальником Сводной Кубанской пехотной дивизии (7-й пехотной) Русской армии Врангеля, участвовал в Кубанском десанте генерала Улагая. В ноябре 1920 года эвакуировался из Крыма в Галлиполи.

## Эмиграция
В эмиграции в Югославии. Сначала жил в Мурска-Собота, а затем в Белграде. Был председателем Главного правления Союза участников Первого Кубанского похода и председателем Общества офицеров Генерального штаба в Югославии. В 1931 году был избран председателем вновь учреждённого Общества изучения гражданской войны.
Умер в русской больнице города Панчево. Похоронен на Новом кладбище Белграда.

## Семья
Сын — Михаил Борисович Казанович (20.02.1908 — 18.09.1996).
Дочь.

## Награды
- Орден Святого Станислава 3-й степени (ВП 6.12.1903)
- Орден Святой Анны 3-й степени с мечами и бантом (ВП 20.03.1905)
- Орден Святого Станислава 2-й степени с мечами (ВП 13.05.1905)
- Орден Святого Владимира 4-й степени с мечами и бантом (ВП 22.01.1906)
- Орден Святой Анны 2-й степени с мечами (ВП 9.04.1906)
- Орден Святой Анны 4-й ст. с надписью «за храбрость» (ВП 9.04.1906)
- Орден Святого Владимира 3-й степени (ВП 8.04.1914)
- мечи к ордену Святого Владимира 3-й степени (ВП 28.01.1915)
- Георгиевское оружие (ВП 9.03.1915)
- Высочайшее благоволение «за отличия в делах против неприятеля» (ВП 20.07.1915)
- мечи и бант к ордену Святого Станислава 3-й степени (ВП 29.07.1915)
- Высочайшее благоволение «за отличия в делах против неприятеля» (ВП 21.07.1916)
- Георгиевский крест 4-й ст. с лавровой веткой (№ 908937)
- Знак 1-го Кубанского (Ледяного) похода (№ 7)